# Cho Yong-pil
Cho Yong-pil (hangul: 조용필), född 21 mars 1950 i Hwaseong, är en sydkoreansk sångare som är allmänt känd som en av de mest inflytelserika i modern koreansk musikhistoria.

## Diskografi

### Album
| Albuminformation                                                        | Topplacering          |
| Albuminformation                                                        | Sydkorea (Gaon Chart) |
| ----------------------------------------------------------------------- | --------------------- |
| Woman Outside Window (Studioalbum) - Släppt: 20 mars 1979               | —                     |
| Blessing (Candlelight) (Studioalbum) - Släppt: 5 december 1980          | —                     |
| Hate Hate Hate... Woman & Man (Studioalbum) - Släppt: 10 juli 1981      | —                     |
| Do Not Find Oriole (Studioalbum) - Släppt: 17 maj 1982                  | —                     |
| A Friend (Studioalbum) - Släppt: 25 juni 1983                           | —                     |
| Party of Tear (Studioalbum) - Släppt: 9 februari 1984                   | —                     |
| Let's Go Travel (Studioalbum) - Släppt: 10 april 1985                   | —                     |
| Cho Yong-pil Vol.8 (Studioalbum) - Släppt: 15 november 1985             | —                     |
| Love and Life and I (Studioalbum) - Släppt: 10 maj 1987                 | —                     |
| '88 Cho Yong-pil 10th Album (Studioalbum) - Släppt: 28 maj 1988         | —                     |
| Cho Yong-pil 10th Album Part.II (Studioalbum) - Släppt: 14 januari 1989 | —                     |
| 90 Vol Sailing Sound (Studioalbum) - Släppt: 20 januari 1990            | —                     |
| The Dreams (Studioalbum) - Släppt: 20 april 1991                        | —                     |
| Cho Yong-pil 14 (Studioalbum) - Släppt: 1 oktober 1992                  | —                     |
| Cho Yong-pil 15 (Studioalbum) - Släppt: 1 juli 1994                     | —                     |
| Eternally (Studioalbum) - Släppt: 1 maj 1997                            | —                     |
| Ambition (Studioalbum) - Släppt: 27 oktober 1998                        | —                     |
| Over the Rainbow (Studioalbum) - Släppt: 3 september 2003               | —                     |
| Hello (Studioalbum) - Släppt: 23 april 2013                             | 1                     |